# Liste des planètes mineures (1-1000)
Voici la liste des planètes mineures numérotées de 1 à 1000.

## Généralités
Le tableau ci-dessous reprend les astéroïdes dont la numérotation définitive est comprise entre 1 et 1000. Cette numérotation est attribuée à un objet du système solaire lorsque son orbite est confirmée, ce qui peut parfois se produire longtemps après sa découverte. L'ordre de la liste ne correspond donc qu'approximativement à la date de découverte des astéroïdes : certains corps numérotés après 1000 ont été découverts avant Susi, qui porte pourtant le numéro 933.
Le système actuel de désignation provisoire n'a été mis en place qu'en 1925, ce qui explique que les premiers astéroïdes découverts n'en possèdent pas.

## Tableau

### 1-100
| Nom              | Désignation provisoire | Date de la découverte | Découvreur              |
| ---------------- | ---------------------- | --------------------- | ----------------------- |
| (1) Cérès        | —                      | 1er janvier 1801      | G. Piazzi               |
| (2) Pallas       | —                      | 28 mars 1802          | H. Olbers               |
| (3) Junon        | —                      | 1er septembre 1804    | K. Harding              |
| (4) Vesta        | —                      | 29 mars 1807          | H. Olbers               |
| (5) Astrée       | —                      | 8 décembre 1845       | K. L. Hencke            |
| (6) Hébé         | —                      | 1er juillet 1847      | K. L. Hencke            |
| (7) Iris         | —                      | 13 août 1847          | J. R. Hind              |
| (8) Flore        | —                      | 18 octobre 1847       | J. R. Hind              |
| (9) Métis        | —                      | 25 avril 1848         | A. Graham               |
| (10) Hygie       | —                      | 15 avril 1849         | A. De Gasparis          |
| (11) Parthénope  | —                      | 1er mai 1850          | A. de Gasparis          |
| (12) Victoria    | —                      | 13 septembre 1850     | J. R. Hind              |
| (13) Égérie      | —                      | 2 novembre 1850       | A. De Gasparis          |
| (14) Irène       | —                      | 19 mai 1851           | J. R. Hind              |
| (15) Eunomie     | —                      | 29 juillet 1851       | A. De Gasparis          |
| (16) Psyché      | —                      | 17 mars 1852          | A. de Gasparis          |
| (17) Thétis      | —                      | 17 avril 1852         | R. Luther               |
| (18) Melpomène   | —                      | 24 juin 1852          | J. R. Hind              |
| (19) Fortune     | —                      | 22 août 1852          | J. R. Hind              |
| (20) Massalia    | —                      | 19 septembre 1852     | A. De Gasparis          |
| (21) Lutèce      | —                      | 15 novembre 1852      | H. Goldschmidt          |
| (22) Calliope    | —                      | 16 novembre 1852      | J. R. Hind              |
| (23) Thalie      | —                      | 15 décembre 1852      | J. R. Hind              |
| (24) Thémis      | —                      | 5 avril 1853          | A. De Gasparis          |
| (25) Phocée      | —                      | 6 avril 1853          | J. Chacornac            |
| (26) Proserpine  | —                      | 5 mai 1853            | R. Luther               |
| (27) Euterpe     | —                      | 8 novembre 1853       | J. R. Hind              |
| (28) Bellone     | —                      | 1er mars 1854         | R. Luther               |
| (29) Amphitrite  | —                      | 1er mars 1854         | A. Marth                |
| (30) Uranie      | —                      | 22 juillet 1854       | J. R. Hind              |
| (31) Euphrosyne  | —                      | 1er septembre 1854    | J. Ferguson             |
| (32) Pomone      | —                      | 26 octobre 1854       | H. Goldschmidt          |
| (33) Polymnie    | —                      | 28 octobre 1854       | J. Chacornac            |
| (34) Circé       | —                      | 6 avril 1855          | J. Chacornac            |
| (35) Leucothée   | —                      | 19 avril 1855         | R. Luther               |
| (36) Atalante    | —                      | 5 octobre 1855        | H. Goldschmidt          |
| (37) Fidès       | —                      | 5 octobre 1855        | R. Luther               |
| (38) Léda        | —                      | 12 janvier 1856       | J. Chacornac            |
| (39) Lætitia     | —                      | 8 février 1856        | J. Chacornac            |
| (40) Harmonie    | —                      | 31 mars 1856          | H. Goldschmidt          |
| (41) Daphné      | —                      | 22 mai 1856           | H. Goldschmidt          |
| (42) Isis        | —                      | 23 mai 1856           | N. R. Pogson            |
| (43) Ariane      | —                      | 15 avril 1857         | N. R. Pogson            |
| (44) Nysa        | —                      | 27 mai 1857           | H. Goldschmidt          |
| (45) Eugénie     | —                      | 27 juin 1857          | H. Goldschmidt          |
| (46) Hestia      | —                      | 16 août 1857          | N. R. Pogson            |
| (47) Aglaé       | —                      | 15 septembre 1857     | R. Luther               |
| (48) Doris       | —                      | 19 septembre 1857     | H. Goldschmidt          |
| (49) Palès       | —                      | 19 septembre 1857     | H. Goldschmidt          |
| (50) Virginie    | —                      | 4 octobre 1857        | J. Ferguson             |
| (51) Nemausa     | —                      | 22 janvier 1858       | J. J. P. Laurent        |
| (52) Europe      | —                      | 4 février 1858        | H. Goldschmidt          |
| (53) Calypso     | —                      | 4 avril 1858          | R. Luther               |
| (54) Alexandra   | —                      | 10 septembre 1858     | H. Goldschmidt          |
| (55) Pandore     | —                      | 10 septembre 1858     | G. M. Searle            |
| (56) Mélété      | —                      | 9 septembre 1857      | H. Goldschmidt          |
| (57) Mnémosyne   | —                      | 22 septembre 1859     | R. Luther               |
| (58) Concorde    | —                      | 24 mars 1860          | R. Luther               |
| (59) Elpis       | —                      | 12 septembre 1860     | J. Chacornac            |
| (60) Écho        | —                      | 14 septembre 1860     | J. Ferguson             |
| (61) Danaé       | —                      | 9 septembre 1860      | H. Goldschmidt          |
| (62) Érato       | —                      | 14 septembre 1860     | Otto Lesser, W. Förster |
| (63) Ausonie     | —                      | 10 février 1861       | A. De Gasparis          |
| (64) Angelina    | —                      | 4 mars 1861           | E. W. Tempel            |
| (65) Cybèle      | —                      | 8 mars 1861           | E. W. Tempel            |
| (66) Maïa        | —                      | 9 avril 1861          | H. P. Tuttle            |
| (67) Asie        | —                      | 17 avril 1861         | N. R. Pogson            |
| (68) Léto        | —                      | 29 avril 1861         | R. Luther               |
| (69) Hespérie    | —                      | 26 avril 1861         | G. Schiaparelli         |
| (70) Panopée     | —                      | 5 mai 1861            | H. Goldschmidt          |
| (71) Niobé       | —                      | 13 août 1861          | R. Luther               |
| (72) Féronie     | —                      | 29 mai 1861           | C. H. F. Peters         |
| (73) Klytia      | —                      | 7 avril 1862          | H. P. Tuttle            |
| (74) Galatée     | —                      | 29 août 1862          | E. W. Tempel            |
| (75) Eurydice    | —                      | 22 septembre 1862     | C. H. F. Peters         |
| (76) Freia       | —                      | 21 octobre 1862       | H. d'Arrest             |
| (77) Frigga      | —                      | 12 novembre 1862      | C. H. F. Peters         |
| (78) Diane       | —                      | 15 mars 1863          | R. Luther               |
| (79) Eurynomé    | —                      | 14 septembre 1863     | J. C. Watson            |
| (80) Sappho      | —                      | 2 mai 1864            | N. R. Pogson            |
| (81) Terpsichore | —                      | 30 septembre 1864     | E. W. Tempel            |
| (82) Alcmène     | —                      | 27 novembre 1864      | R. Luther               |
| (83) Béatrix     | —                      | 26 avril 1865         | A. De Gasparis          |
| (84) Clio        | —                      | 25 août 1865          | R. Luther               |
| (85) Io          | —                      | 19 septembre 1865     | C. H. F. Peters         |
| (86) Sémélé      | —                      | 4 janvier 1866        | F. Tietjen              |
| (87) Sylvia      | —                      | 16 mai 1866           | N. R. Pogson            |
| (88) Thisbé      | —                      | 15 juin 1866          | C. H. F. Peters         |
| (89) Julie       | —                      | 6 août 1866           | É. Stephan              |
| (90) Antiope     | —                      | 1er octobre 1866      | R. Luther               |
| (91) Égine       | —                      | 4 novembre 1866       | É. Stephan              |
| (92) Ondine      | —                      | 7 juillet 1867        | C. H. F. Peters         |
| (93) Minerve     | —                      | 24 août 1867          | J. C. Watson            |
| (94) Aurore      | —                      | 6 septembre 1867      | J. C. Watson            |
| (95) Aréthuse    | —                      | 23 novembre 1867      | R. Luther               |
| (96) Églé        | —                      | 17 février 1868       | J. Coggia               |
| (97) Clotho      | —                      | 17 février 1868       | E. W. Tempel            |
| (98) Ianthé      | —                      | 18 avril 1868         | C. H. F. Peters         |
| (99) Dicé        | —                      | 28 mai 1868           | A. Borrelly             |
| (100) Hécate     | —                      | 11 juillet 1868       | J. C. Watson            |

### 101-200
| Nom                | Désignation provisoire | Date de la découverte | Découvreur      |
| ------------------ | ---------------------- | --------------------- | --------------- |
| (101) Hélène       | —                      | 15 août 1868          | J. C. Watson    |
| (102) Miriam       | —                      | 22 août 1868          | C. H. F. Peters |
| (103) Héra         | —                      | 7 septembre 1868      | J. C. Watson    |
| (104) Clymène      | —                      | 13 septembre 1868     | J. C. Watson    |
| (105) Artémis      | —                      | 16 septembre 1868     | J. C. Watson    |
| (106) Dioné        | —                      | 10 octobre 1868       | J. C. Watson    |
| (107) Camille      | —                      | 17 novembre 1868      | N. R. Pogson    |
| (108) Hécube       | —                      | 2 avril 1869          | R. Luther       |
| (109) Félicité     | —                      | 9 octobre 1869        | C. H. F. Peters |
| (110) Lydie        | —                      | 19 avril 1870         | A. Borrelly     |
| (111) Até          | —                      | 14 août 1870          | C. H. F. Peters |
| (112) Iphigénie    | —                      | 19 septembre 1870     | C. H. F. Peters |
| (113) Amalthée     | —                      | 12 mars 1871          | R. Luther       |
| (114) Cassandre    | —                      | 23 juillet 1871       | C. H. F. Peters |
| (115) Thyra        | —                      | 6 août 1871           | J. C. Watson    |
| (116) Sirona       | —                      | 8 septembre 1871      | C. H. F. Peters |
| (117) Lomia        | —                      | 12 septembre 1871     | A. Borrelly     |
| (118) Peitho       | —                      | 15 mars 1872          | R. Luther       |
| (119) Althée       | —                      | 3 avril 1872          | J. C. Watson    |
| (120) Lachésis     | —                      | 10 avril 1872         | A. Borrelly     |
| (121) Hermione     | —                      | 12 mai 1872           | J. C. Watson    |
| (122) Gerda        | —                      | 31 juillet 1872       | C. H. F. Peters |
| (123) Brunhild     | —                      | 31 juillet 1872       | C. H. F. Peters |
| (124) Alceste      | —                      | 23 août 1872          | C. H. F. Peters |
| (125) Liberatrix   | —                      | 11 septembre 1872     | P. M. Henry     |
| (126) Velleda      | —                      | 5 novembre 1872       | P. P. Henry     |
| (127) Johanna      | —                      | 5 novembre 1872       | P. M. Henry     |
| (128) Némésis      | —                      | 25 novembre 1872      | J. C. Watson    |
| (129) Antigone     | —                      | 5 février 1873        | C. H. F. Peters |
| (130) Électre      | —                      | 17 février 1873       | C. H. F. Peters |
| (131) Vala         | —                      | 24 mai 1873           | C. H. F. Peters |
| (132) Éthra        | —                      | 13 juin 1873          | J. C. Watson    |
| (133) Cyrène       | —                      | 16 août 1873          | J. C. Watson    |
| (134) Sophrosyne   | —                      | 27 septembre 1873     | R. Luther       |
| (135) Hertha       | —                      | 18 février 1874       | C. H. F. Peters |
| (136) Austria      | —                      | 18 mars 1874          | J. Palisa       |
| (137) Mélibée      | —                      | 21 avril 1874         | J. Palisa       |
| (138) Tolosa       | —                      | 19 mai 1874           | J. Perrotin     |
| (139) Juewa        | —                      | 10 octobre 1874       | J. C. Watson    |
| (140) Siwa         | —                      | 13 octobre 1874       | J. Palisa       |
| (141) Lumen        | —                      | 13 janvier 1875       | P. P. Henry     |
| (142) Polana       | —                      | 28 janvier 1875       | J. Palisa       |
| (143) Adria        | —                      | 23 février 1875       | J. Palisa       |
| (144) Vibilia      | —                      | 3 juin 1875           | C. H. F. Peters |
| (145) Adeona       | —                      | 3 juin 1875           | C. H. F. Peters |
| (146) Lucine       | —                      | 8 juin 1875           | A. Borrelly     |
| (147) Protogénie   | —                      | 10 juillet 1875       | L. Schulhof     |
| (148) Gallia       | —                      | 7 août 1875           | P. M. Henry     |
| (149) Méduse       | —                      | 21 septembre 1875     | J. Perrotin     |
| (150) Nuwa         | —                      | 18 octobre 1875       | J. C. Watson    |
| (151) Abundantia   | —                      | 1er novembre 1875     | J. Palisa       |
| (152) Atala        | —                      | 2 novembre 1875       | P. P. Henry     |
| (153) Hilda        | —                      | 2 novembre 1875       | J. Palisa       |
| (154) Bertha       | —                      | 4 novembre 1875       | P. M. Henry     |
| (155) Scylla       | —                      | 8 novembre 1875       | J. Palisa       |
| (156) Xanthippe    | —                      | 22 novembre 1875      | J. Palisa       |
| (157) Déjanire     | —                      | 1er décembre 1875     | A. Borrelly     |
| (158) Coronis      | —                      | 4 janvier 1876        | V. Knorre       |
| (159) Aemilia      | —                      | 26 janvier 1876       | P. P. Henry     |
| (160) Una          | —                      | 20 février 1876       | C. H. F. Peters |
| (161) Athor        | —                      | 19 avril 1876         | J. C. Watson    |
| (162) Laurentia    | —                      | 21 avril 1876         | P. M. Henry     |
| (163) Érigone      | —                      | 26 avril 1876         | J. Perrotin     |
| (164) Eva          | —                      | 12 juillet 1876       | P. P. Henry     |
| (165) Loreley      | —                      | 9 août 1876           | C. H. F. Peters |
| (166) Rhodope      | —                      | 15 août 1876          | C. H. F. Peters |
| (167) Urda         | —                      | 28 août 1876          | C. H. F. Peters |
| (168) Sibylla      | —                      | 28 septembre 1876     | J. C. Watson    |
| (169) Zelia        | —                      | 28 septembre 1876     | P. M. Henry     |
| (170) Maria        | —                      | 10 janvier 1877       | J. Perrotin     |
| (171) Ophélie      | —                      | 13 janvier 1877       | A. Borrelly     |
| (172) Baucis       | —                      | 5 février 1877        | A. Borrelly     |
| (173) Ino          | —                      | 1er août 1877         | A. Borrelly     |
| (174) Phèdre       | —                      | 2 septembre 1877      | J. C. Watson    |
| (175) Andromaque   | —                      | 1er octobre 1877      | J. C. Watson    |
| (176) Iduna        | —                      | 14 octobre 1877       | C. H. F. Peters |
| (177) Irma         | —                      | 5 novembre 1877       | P. P. Henry     |
| (178) Belisana     | —                      | 6 novembre 1877       | J. Palisa       |
| (179) Clytemnestre | —                      | 11 novembre 1877      | J. C. Watson    |
| (180) Garumna      | —                      | 29 janvier 1878       | J. Perrotin     |
| (181) Eucharis     | —                      | 2 février 1878        | P. Cottenot     |
| (182) Elsa         | —                      | 7 février 1878        | J. Palisa       |
| (183) Istria       | —                      | 8 février 1878        | J. Palisa       |
| (184) Dejopeja     | —                      | 28 février 1878       | J. Palisa       |
| (185) Eunice       | —                      | 1er mars 1878         | C. H. F. Peters |
| (186) Celuta       | —                      | 6 avril 1878          | P. M. Henry     |
| (187) Lamberta     | —                      | 11 avril 1878         | J. Coggia       |
| (188) Ménippe      | —                      | 18 juin 1878          | C. H. F. Peters |
| (189) Phthia       | —                      | 9 septembre 1878      | C. H. F. Peters |
| (190) Ismène       | —                      | 22 septembre 1878     | C. H. F. Peters |
| (191) Kolga        | —                      | 30 septembre 1878     | C. H. F. Peters |
| (192) Nausicaa     | —                      | 17 février 1879       | J. Palisa       |
| (193) Ambrosia     | —                      | 28 février 1879       | J. Coggia       |
| (194) Procné       | —                      | 21 mars 1879          | C. H. F. Peters |
| (195) Euryclée     | —                      | 19 avril 1879         | J. Palisa       |
| (196) Philomèle    | —                      | 14 mai 1879           | C. H. F. Peters |
| (197) Arété        | —                      | 21 mai 1879           | J. Palisa       |
| (198) Ampella      | —                      | 13 juin 1879          | A. Borrelly     |
| (199) Byblis       | —                      | 9 juillet 1879        | C. H. F. Peters |
| (200) Dynamène     | —                      | 27 juillet 1879       | C. H. F. Peters |

### 201-300
| Nom               | Désignation provisoire | Date de la découverte | Découvreur      |
| ----------------- | ---------------------- | --------------------- | --------------- |
| (201) Pénélope    | —                      | 7 août 1879           | J. Palisa       |
| (202) Chryséis    | —                      | 11 septembre 1879     | C. H. F. Peters |
| (203) Pompeja     | —                      | 25 septembre 1879     | C. H. F. Peters |
| (204) Callisto    | —                      | 8 octobre 1879        | J. Palisa       |
| (205) Martha      | —                      | 13 octobre 1879       | J. Palisa       |
| (206) Hersilia    | —                      | 13 octobre 1879       | C. H. F. Peters |
| (207) Hedda       | —                      | 17 octobre 1879       | J. Palisa       |
| (208) Lacrimosa   | —                      | 21 octobre 1879       | J. Palisa       |
| (209) Didon       | —                      | 22 octobre 1879       | C. H. F. Peters |
| (210) Isabella    | —                      | 12 novembre 1879      | J. Palisa       |
| (211) Isolda      | —                      | 10 décembre 1879      | J. Palisa       |
| (212) Médée       | —                      | 6 février 1880        | J. Palisa       |
| (213) Lilaea      | —                      | 16 février 1880       | C. H. F. Peters |
| (214) Aschera     | —                      | 29 février 1880       | J. Palisa       |
| (215) Œnone       | —                      | 7 avril 1880          | V. Knorre       |
| (216) Cléopâtre   | —                      | 10 avril 1880         | J. Palisa       |
| (217) Eudora      | —                      | 30 août 1880          | J. Coggia       |
| (218) Bianca      | —                      | 4 septembre 1880      | J. Palisa       |
| (219) Thusnelda   | —                      | 30 septembre 1880     | J. Palisa       |
| (220) Stephania   | —                      | 19 mai 1881           | J. Palisa       |
| (221) Éos         | —                      | 18 janvier 1882       | J. Palisa       |
| (222) Lucia       | —                      | 9 février 1882        | J. Palisa       |
| (223) Rosa        | —                      | 9 mars 1882           | J. Palisa       |
| (224) Oceana      | —                      | 30 mars 1882          | J. Palisa       |
| (225) Henrietta   | —                      | 19 avril 1882         | J. Palisa       |
| (226) Weringia    | —                      | 19 juillet 1882       | J. Palisa       |
| (227) Philosophia | —                      | 12 août 1882          | P. P. Henry     |
| (228) Agathe      | —                      | 19 août 1882          | J. Palisa       |
| (229) Adelinda    | —                      | 22 août 1882          | J. Palisa       |
| (230) Athamantis  | —                      | 3 septembre 1882      | K. de Ball      |
| (231) Vindobona   | —                      | 10 septembre 1882     | J. Palisa       |
| (232) Russia      | —                      | 31 janvier 1883       | J. Palisa       |
| (233) Astérope    | —                      | 11 mai 1883           | A. Borrelly     |
| (234) Barbara     | —                      | 12 août 1883          | C. H. F. Peters |
| (235) Carolina    | —                      | 28 novembre 1883      | J. Palisa       |
| (236) Honoria     | —                      | 26 avril 1884         | J. Palisa       |
| (237) Coelestina  | —                      | 27 juin 1884          | J. Palisa       |
| (238) Hypatia     | —                      | 1er juillet 1884      | V. Knorre       |
| (239) Adrastée    | —                      | 18 août 1884          | J. Palisa       |
| (240) Vanadis     | —                      | 27 août 1884          | A. Borrelly     |
| (241) Germania    | —                      | 12 septembre 1884     | R. Luther       |
| (242) Kriemhild   | —                      | 22 septembre 1884     | J. Palisa       |
| (243) Ida         | —                      | 29 septembre 1884     | J. Palisa       |
| (244) Sita        | —                      | 14 octobre 1884       | J. Palisa       |
| (245) Vera        | —                      | 6 février 1885        | N. R. Pogson    |
| (246) Asporina    | —                      | 6 mars 1885           | A. Borrelly     |
| (247) Eucrate     | —                      | 14 mars 1885          | R. Luther       |
| (248) Lamia       | —                      | 5 juin 1885           | J. Palisa       |
| (249) Ilse        | —                      | 16 août 1885          | C. H. F. Peters |
| (250) Bettina     | —                      | 3 septembre 1885      | J. Palisa       |
| (251) Sophia      | —                      | 4 octobre 1885        | J. Palisa       |
| (252) Clementina  | —                      | 11 octobre 1885       | J. Perrotin     |
| (253) Mathilde    | —                      | 12 novembre 1885      | J. Palisa       |
| (254) Augusta     | —                      | 31 mars 1886          | J. Palisa       |
| (255) Oppavia     | —                      | 31 mars 1886          | J. Palisa       |
| (256) Walpurga    | —                      | 3 avril 1886          | J. Palisa       |
| (257) Silesia     | —                      | 5 avril 1886          | J. Palisa       |
| (258) Tyché       | —                      | 4 mai 1886            | R. Luther       |
| (259) Aléthée     | —                      | 28 juin 1886          | C. H. F. Peters |
| (260) Huberta     | —                      | 3 octobre 1886        | J. Palisa       |
| (261) Prymno      | —                      | 31 octobre 1886       | C. H. F. Peters |
| (262) Valda       | —                      | 3 novembre 1886       | J. Palisa       |
| (263) Dresda      | —                      | 3 novembre 1886       | J. Palisa       |
| (264) Libussa     | —                      | 22 décembre 1886      | C. H. F. Peters |
| (265) Anna        | —                      | 25 février 1887       | J. Palisa       |
| (266) Aline       | —                      | 17 mai 1887           | J. Palisa       |
| (267) Tirza       | —                      | 27 mai 1887           | A. Charlois     |
| (268) Adorea      | —                      | 8 juin 1887           | A. Borrelly     |
| (269) Justitia    | —                      | 21 septembre 1887     | J. Palisa       |
| (270) Anahita     | —                      | 8 octobre 1887        | C. H. F. Peters |
| (271) Penthésilée | —                      | 13 octobre 1887       | V. Knorre       |
| (272) Antonia     | —                      | 4 février 1888        | A. Charlois     |
| (273) Atropos     | —                      | 8 mars 1888           | J. Palisa       |
| (274) Philagoria  | —                      | 3 avril 1888          | J. Palisa       |
| (275) Sapientia   | —                      | 15 avril 1888         | J. Palisa       |
| (276) Adelheid    | —                      | 17 avril 1888         | J. Palisa       |
| (277) Elvira      | —                      | 3 mai 1888            | A. Charlois     |
| (278) Paulina     | —                      | 16 mai 1888           | J. Palisa       |
| (279) Thulé       | —                      | 25 octobre 1888       | J. Palisa       |
| (280) Philia      | —                      | 29 octobre 1888       | J. Palisa       |
| (281) Lucretia    | —                      | 31 octobre 1888       | J. Palisa       |
| (282) Clorinde    | —                      | 28 janvier 1889       | A. Charlois     |
| (283) Emma        | —                      | 8 février 1889        | A. Charlois     |
| (284) Amalia      | —                      | 29 mai 1889           | A. Charlois     |
| (285) Regina      | —                      | 3 août 1889           | A. Charlois     |
| (286) Iclea       | —                      | 3 août 1889           | J. Palisa       |
| (287) Nephthys    | —                      | 25 août 1889          | C. H. F. Peters |
| (288) Glaucé      | —                      | 20 février 1890       | R. Luther       |
| (289) Nenetta     | —                      | 10 mars 1890          | A. Charlois     |
| (290) Bruna       | —                      | 20 mars 1890          | J. Palisa       |
| (291) Alice       | —                      | 25 avril 1890         | J. Palisa       |
| (292) Ludovica    | —                      | 25 avril 1890         | J. Palisa       |
| (293) Brasilia    | —                      | 20 mai 1890           | A. Charlois     |
| (294) Felicia     | —                      | 15 juillet 1890       | A. Charlois     |
| (295) Theresia    | —                      | 17 août 1890          | J. Palisa       |
| (296) Phaéthuse   | —                      | 19 août 1890          | A. Charlois     |
| (297) Caecilia    | —                      | 9 septembre 1890      | A. Charlois     |
| (298) Baptistina  | —                      | 9 septembre 1890      | A. Charlois     |
| (299) Thora       | —                      | 6 octobre 1890        | J. Palisa       |
| (300) Geraldina   | —                      | 3 octobre 1890        | A. Charlois     |

### 301-400
| Nom                  | Désignation provisoire | Date de la découverte | Découvreur     |
| -------------------- | ---------------------- | --------------------- | -------------- |
| (301) Bavaria        | —                      | 16 novembre 1890      | J. Palisa      |
| (302) Clarissa       | —                      | 14 novembre 1890      | A. Charlois    |
| (303) Josephina      | —                      | 12 février 1891       | E. Millosevich |
| (304) Olga           | —                      | 14 février 1891       | J. Palisa      |
| (305) Gordonia       | —                      | 16 février 1891       | A. Charlois    |
| (306) Unitas         | —                      | 1er mars 1891         | E. Millosevich |
| (307) Niké           | —                      | 5 mars 1891           | A. Charlois    |
| (308) Polyxo         | —                      | 31 mars 1891          | A. Borrelly    |
| (309) Fraternitas    | —                      | 6 avril 1891          | J. Palisa      |
| (310) Margarita      | —                      | 16 mai 1891           | A. Charlois    |
| (311) Claudia        | —                      | 11 juin 1891          | A. Charlois    |
| (312) Pierretta      | —                      | 28 août 1891          | A. Charlois    |
| (313) Chaldaea       | —                      | 30 août 1891          | J. Palisa      |
| (314) Rosalia        | —                      | 1er septembre 1891    | A. Charlois    |
| (315) Constantia     | —                      | 4 septembre 1891      | J. Palisa      |
| (316) Goberta        | —                      | 8 septembre 1891      | A. Charlois    |
| (317) Roxane         | —                      | 11 septembre 1891     | A. Charlois    |
| (318) Magdalena      | —                      | 24 septembre 1891     | A. Charlois    |
| (319) Leona          | —                      | 8 octobre 1891        | A. Charlois    |
| (320) Katharina      | —                      | 11 octobre 1891       | J. Palisa      |
| (321) Florentina     | —                      | 15 octobre 1891       | J. Palisa      |
| (322) Phaéo          | —                      | 27 novembre 1891      | A. Borrelly    |
| (323) Brucia         | —                      | 22 décembre 1891      | M. F. Wolf     |
| (324) Bamberga       | —                      | 25 février 1892       | J. Palisa      |
| (325) Heidelberga    | —                      | 4 mars 1892           | M. F. Wolf     |
| (326) Tamara         | —                      | 19 mars 1892          | J. Palisa      |
| (327) Columbia       | —                      | 22 mars 1892          | A. Charlois    |
| (328) Gudrun         | —                      | 18 mars 1892          | M. F. Wolf     |
| (329) Svea           | —                      | 21 mars 1892          | M. F. Wolf     |
| (330) Adalberta      | A910 CB                | 2 février 1910        | M. F. Wolf     |
| (331) Etheridgea     | —                      | 1er avril 1892        | A. Charlois    |
| (332) Siri           | —                      | 19 mars 1892          | M. F. Wolf     |
| (333) Badenia        | 1892 A                 | 22 août 1892          | M. F. Wolf     |
| (334) Chicago        | 1892 L                 | 23 août 1892          | M. F. Wolf     |
| (335) Roberta        | 1892 C                 | 1er septembre 1892    | A. Staus (en)  |
| (336) Lacadiera      | 1892 D                 | 19 septembre 1892     | A. Charlois    |
| (337) Devosa         | 1892 E                 | 22 septembre 1892     | A. Charlois    |
| (338) Budrosa        | 1892 F                 | 25 septembre 1892     | A. Charlois    |
| (339) Dorothea       | 1892 G                 | 25 septembre 1892     | M. F. Wolf     |
| (340) Eduarda        | 1892 H                 | 25 septembre 1892     | M. F. Wolf     |
| (341) California     | 1892 J                 | 25 septembre 1892     | M. F. Wolf     |
| (342) Endymion       | 1892 K                 | 17 octobre 1892       | M. F. Wolf     |
| (343) Ostara         | 1892 N                 | 15 novembre 1892      | M. F. Wolf     |
| (344) Desiderata     | 1892 M                 | 15 novembre 1892      | A. Charlois    |
| (345) Tercidina      | 1892 O                 | 23 novembre 1892      | A. Charlois    |
| (346) Hermentaria    | 1892 P                 | 25 novembre 1892      | A. Charlois    |
| (347) Pariana        | 1892 Q                 | 28 novembre 1892      | A. Charlois    |
| (348) May            | 1892 R                 | 28 novembre 1892      | A. Charlois    |
| (349) Dembowska      | 1892 T                 | 9 décembre 1892       | A. Charlois    |
| (350) Ornamenta      | 1892 U                 | 14 décembre 1892      | A. Charlois    |
| (351) Yrsa           | 1892 V                 | 16 décembre 1892      | M. F. Wolf     |
| (352) Gisela         | 1893 B                 | 12 janvier 1893       | M. F. Wolf     |
| (353) Ruperto-Carola | 1893 F                 | 16 janvier 1893       | M. F. Wolf     |
| (354) Éléonore       | 1893 A                 | 17 janvier 1893       | A. Charlois    |
| (355) Gabriella      | 1893 E                 | 20 janvier 1893       | A. Charlois    |
| (356) Liguria        | 1893 G                 | 21 janvier 1893       | A. Charlois    |
| (357) Ninina         | 1893 J                 | 11 février 1893       | A. Charlois    |
| (358) Apollonia      | 1893 K                 | 8 mars 1893           | A. Charlois    |
| (359) Georgia        | 1893 M                 | 10 mars 1893          | A. Charlois    |
| (360) Carlova        | 1893 N                 | 11 mars 1893          | A. Charlois    |
| (361) Bononia        | 1893 P                 | 11 mars 1893          | A. Charlois    |
| (362) Havnia         | 1893 R                 | 12 mars 1893          | A. Charlois    |
| (363) Padua          | 1893 S                 | 17 mars 1893          | A. Charlois    |
| (364) Isara          | 1893 T                 | 19 mars 1893          | A. Charlois    |
| (365) Corduba        | 1893 V                 | 21 mars 1893          | A. Charlois    |
| (366) Vincentina     | 1893 W                 | 21 mars 1893          | A. Charlois    |
| (367) Amicitia       | 1893 AA                | 19 mai 1893           | A. Charlois    |
| (368) Haidea         | 1893 AB                | 19 mai 1893           | A. Charlois    |
| (369) Aëria          | 1893 AE                | 4 juillet 1893        | A. Borrelly    |
| (370) Modestia       | 1893 AC                | 14 juillet 1893       | A. Charlois    |
| (371) Bohemia        | 1893 AD                | 16 juillet 1893       | A. Charlois    |
| (372) Palma          | 1893 AH                | 19 août 1893          | A. Charlois    |
| (373) Mélusine       | 1893 AJ                | 15 septembre 1893     | A. Charlois    |
| (374) Burgundia      | 1893 AK                | 18 septembre 1893     | A. Charlois    |
| (375) Ursula         | 1893 AL                | 18 septembre 1893     | A. Charlois    |
| (376) Geometria      | 1893 AM                | 18 septembre 1893     | A. Charlois    |
| (377) Campania       | 1893 AN                | 20 septembre 1893     | A. Charlois    |
| (378) Holmia         | 1893 AP                | 6 décembre 1893       | A. Charlois    |
| (379) Huenna         | 1894 AQ                | 8 janvier 1894        | A. Charlois    |
| (380) Fiducia        | 1894 AR                | 8 janvier 1894        | A. Charlois    |
| (381) Myrrha         | 1894 AS                | 10 janvier 1894       | A. Charlois    |
| (382) Dodona         | 1894 AT                | 29 janvier 1894       | A. Charlois    |
| (383) Janina         | 1894 AU                | 29 janvier 1894       | A. Charlois    |
| (384) Burdigala      | 1894 AV                | 11 février 1894       | F. Courty      |
| (385) Ilmatar        | 1894 AX                | 1er mars 1894         | M. F. Wolf     |
| (386) Siegena        | 1894 AY                | 1er mars 1894         | M. F. Wolf     |
| (387) Aquitania      | 1894 AZ                | 5 mars 1894           | F. Courty      |
| (388) Charybde       | 1894 BA                | 7 mars 1894           | A. Charlois    |
| (389) Industria      | 1894 BB                | 8 mars 1894           | A. Charlois    |
| (390) Alma           | 1894 BC                | 24 mars 1894          | G. Bigourdan   |
| (391) Ingeborg       | 1894 BE                | 1er novembre 1894     | M. F. Wolf     |
| (392) Wilhelmina     | 1894 BF                | 4 novembre 1894       | M. F. Wolf     |
| (393) Lampétie       | 1894 BG                | 4 novembre 1894       | M. F. Wolf     |
| (394) Arduina        | 1894 BH                | 19 novembre 1894      | A. Borrelly    |
| (395) Delia          | 1894 BK                | 30 novembre 1894      | A. Charlois    |
| (396) Aeolia         | 1894 BL                | 1er décembre 1894     | A. Charlois    |
| (397) Vienna         | 1894 BM                | 19 décembre 1894      | A. Charlois    |
| (398) Admète         | 1894 BN                | 28 décembre 1894      | A. Charlois    |
| (399) Perséphone     | 1895 BP                | 23 février 1895       | M. F. Wolf     |
| (400) Ducrosa        | 1895 BU                | 15 mars 1895          | A. Charlois    |

### 401-500
| Nom                 | Désignation provisoire | Date de la découverte | Découvreur                 |
| ------------------- | ---------------------- | --------------------- | -------------------------- |
| (401) Ottilia       | 1895 BT                | 16 mars 1895          | M. F. Wolf                 |
| (402) Chloé         | 1895 BW                | 21 mars 1895          | A. Charlois                |
| (403) Cyané         | 1895 BX                | 18 mai 1895           | A. Charlois                |
| (404) Arsinoé       | 1895 BY                | 20 juin 1895          | A. Charlois                |
| (405) Thia          | 1895 BZ                | 23 juillet 1895       | A. Charlois                |
| (406) Erna          | 1895 CB                | 22 août 1895          | A. Charlois                |
| (407) Arachné       | 1895 CC                | 13 octobre 1895       | M. F. Wolf                 |
| (408) Fama          | 1895 CD                | 13 octobre 1895       | M. F. Wolf                 |
| (409) Aspasie       | 1895 CE                | 9 décembre 1895       | A. Charlois                |
| (410) Chloris       | 1896 CH                | 7 janvier 1896        | A. Charlois                |
| (411) Xanthe        | 1896 CJ                | 7 janvier 1896        | A. Charlois                |
| (412) Elisabetha    | 1896 CK                | 7 janvier 1896        | M. F. Wolf                 |
| (413) Edburga       | 1896 CL                | 7 janvier 1896        | M. F. Wolf                 |
| (414) Liriope       | 1896 CN                | 16 janvier 1896       | A. Charlois                |
| (415) Palatia       | 1896 CO                | 7 février 1896        | M. F. Wolf                 |
| (416) Vaticana      | 1896 CS                | 4 mai 1896            | A. Charlois                |
| (417) Suevia        | 1896 CT                | 6 mai 1896            | M. F. Wolf                 |
| (418) Alemannia     | 1896 CV                | 7 septembre 1896      | M. F. Wolf                 |
| (419) Aurelia       | 1896 CW                | 7 septembre 1896      | M. F. Wolf                 |
| (420) Bertholda     | 1896 CY                | 7 septembre 1896      | M. F. Wolf                 |
| (421) Zähringia     | 1896 CZ                | 7 septembre 1896      | M. F. Wolf                 |
| (422) Berolina      | 1896 DA                | 8 octobre 1896        | G. Witt                    |
| (423) Diotime       | 1896 DB                | 7 décembre 1896       | A. Charlois                |
| (424) Gratia        | 1896 DF                | 31 décembre 1896      | A. Charlois                |
| (425) Cornelia      | 1896 DC                | 28 décembre 1896      | A. Charlois                |
| (426) Hippo         | 1897 DH                | 25 août 1897          | A. Charlois                |
| (427) Galène        | 1897 DJ                | 27 août 1897          | A. Charlois                |
| (428) Monachia      | 1897 DK                | 18 novembre 1897      | W. Villiger (en)           |
| (429) Lotis         | 1897 DL                | 23 novembre 1897      | A. Charlois                |
| (430) Hybris        | 1897 DM                | 18 décembre 1897      | A. Charlois                |
| (431) Néphélé       | 1897 DN                | 18 décembre 1897      | A. Charlois                |
| (432) Pythia        | 1897 DO                | 18 décembre 1897      | A. Charlois                |
| (433) Éros          | 1898 DQ                | 13 août 1898          | G. Witt                    |
| (434) Hungaria      | 1898 DR                | 11 septembre 1898     | M. F. Wolf                 |
| (435) Ella          | 1898 DS                | 11 septembre 1898     | M. F. Wolf, A. Schwassmann |
| (436) Patricia      | 1898 DT                | 13 septembre 1898     | M. F. Wolf, A. Schwassmann |
| (437) Rhodia        | 1898 DP                | 16 juillet 1898       | A. Charlois                |
| (438) Zeuxo         | 1898 DU                | 8 novembre 1898       | A. Charlois                |
| (439) Ohio          | 1898 EB                | 13 octobre 1898       | E. F. Coddington           |
| (440) Theodora      | 1898 EC                | 13 octobre 1898       | E. F. Coddington           |
| (441) Bathilde      | 1898 ED                | 8 décembre 1898       | A. Charlois                |
| (442) Eichsfeldia   | 1899 EE                | 15 février 1899       | M. F. Wolf, A. Schwassmann |
| (443) Photographica | 1899 EF                | 17 février 1899       | M. F. Wolf, A. Schwassmann |
| (444) Gyptis        | 1899 EL                | 31 mars 1899          | J. Coggia                  |
| (445) Edna          | 1899 EX                | 2 octobre 1899        | E. F. Coddington           |
| (446) Éternité      | 1899 ER                | 27 octobre 1899       | M. F. Wolf, A. Schwassmann |
| (447) Valentine     | 1899 ES                | 27 octobre 1899       | M. F. Wolf, A. Schwassmann |
| (448) Natalie       | 1899 ET                | 27 octobre 1899       | M. F. Wolf, A. Schwassmann |
| (449) Hamburga      | 1899 EU                | 31 octobre 1899       | M. F. Wolf, A. Schwassmann |
| (450) Brigitta      | 1899 EV                | 10 octobre 1899       | M. F. Wolf, A. Schwassmann |
| (451) Patientia     | 1899 EY                | 4 décembre 1899       | A. Charlois                |
| (452) Hamiltonia    | 1899 FD                | 6 décembre 1899       | J. E. Keeler               |
| (453) Tea           | 1900 FA                | 22 février 1900       | A. Charlois                |
| (454) Mathesis      | 1900 FC                | 28 mars 1900          | A. Schwassmann             |
| (455) Bruchsalia    | 1900 FG                | 22 mai 1900           | M. F. Wolf, A. Schwassmann |
| (456) Abnoba        | 1900 FH                | 4 juin 1900           | M. F. Wolf, A. Schwassmann |
| (457) Alleghenia    | 1900 FJ                | 15 septembre 1900     | M. F. Wolf, A. Schwassmann |
| (458) Hercynia      | 1900 FK                | 21 septembre 1900     | M. F. Wolf, A. Schwassmann |
| (459) Signe         | 1900 FM                | 22 octobre 1900       | M. F. Wolf                 |
| (460) Scania        | 1900 FN                | 22 octobre 1900       | M. F. Wolf                 |
| (461) Saskia        | 1900 FP                | 22 octobre 1900       | M. F. Wolf                 |
| (462) Ériphyle      | 1900 FQ                | 22 octobre 1900       | M. F. Wolf                 |
| (463) Lola          | 1900 FS                | 31 octobre 1900       | M. F. Wolf                 |
| (464) Mégère        | 1901 FV                | 9 janvier 1901        | M. F. Wolf                 |
| (465) Alecto        | 1901 FW                | 13 janvier 1901       | M. F. Wolf                 |
| (466) Tisiphone     | 1901 FX                | 17 janvier 1901       | M. F. Wolf, L. Carnera     |
| (467) Laura         | 1901 FY                | 9 janvier 1901        | M. F. Wolf                 |
| (468) Lina          | 1901 FZ                | 18 janvier 1901       | M. F. Wolf                 |
| (469) Argentina     | 1901 GE                | 20 février 1901       | L. Carnera                 |
| (470) Kilia         | 1901 GJ                | 21 avril 1901         | L. Carnera                 |
| (471) Papagena      | 1901 GN                | 7 juin 1901           | M. F. Wolf                 |
| (472) Roma          | 1901 GP                | 11 juillet 1901       | L. Carnera                 |
| (473) Nolli         | 1901 GC                | 13 février 1901       | M. F. Wolf                 |
| (474) Prudentia     | 1901 GD                | 13 février 1901       | M. F. Wolf                 |
| (475) Ocllo         | 1901 HN                | 14 août 1901          | D. Stewart                 |
| (476) Hedwig        | 1901 GQ                | 17 août 1901          | L. Carnera                 |
| (477) Italia        | 1901 GR                | 23 août 1901          | L. Carnera                 |
| (478) Tergeste      | 1901 GU                | 21 septembre 1901     | L. Carnera                 |
| (479) Caprera       | 1901 HJ                | 12 novembre 1901      | L. Carnera                 |
| (480) Hansa         | 1901 GL                | 21 mai 1901           | M. F. Wolf, L. Carnera     |
| (481) Emita         | 1902 HP                | 12 février 1902       | L. Carnera                 |
| (482) Petrina       | 1902 HT                | 3 mars 1902           | M. F. Wolf                 |
| (483) Seppina       | 1902 HU                | 4 mars 1902           | M. F. Wolf                 |
| (484) Pittsburghia  | 1902 HX                | 29 avril 1902         | M. F. Wolf                 |
| (485) Genua         | 1902 HZ                | 7 mai 1902            | L. Carnera                 |
| (486) Cremona       | 1902 JB                | 11 mai 1902           | L. Carnera                 |
| (487) Venetia       | 1902 JL                | 9 juillet 1902        | L. Carnera                 |
| (488) Kreusa        | 1902 JG                | 26 juin 1902          | M. F. Wolf, L. Carnera     |
| (489) Comacina      | 1902 JM                | 2 septembre 1902      | L. Carnera                 |
| (490) Veritas       | 1902 JP                | 3 septembre 1902      | M. F. Wolf                 |
| (491) Carina        | 1902 JQ                | 3 septembre 1902      | M. F. Wolf                 |
| (492) Gismonda      | 1902 JR                | 3 septembre 1902      | M. F. Wolf                 |
| (493) Griseldis     | 1902 JS                | 7 septembre 1902      | M. F. Wolf                 |
| (494) Virtus        | 1902 JV                | 7 octobre 1902        | M. F. Wolf                 |
| (495) Eulalie       | 1902 KG                | 25 octobre 1902       | M. F. Wolf                 |
| (496) Gryphia       | 1902 KH                | 25 octobre 1902       | M. F. Wolf                 |
| (497) Iva           | 1902 KJ                | 4 novembre 1902       | R. S. Dugan                |
| (498) Tokio         | 1902 KU                | 2 décembre 1902       | A. Charlois                |
| (499) Venusia       | 1902 KX                | 24 décembre 1902      | M. F. Wolf                 |
| (500) Selinur       | 1903 LA                | 16 janvier 1903       | M. F. Wolf                 |

### 501-600
| Nom                | Désignation provisoire | Date de la découverte | Découvreur          |
| ------------------ | ---------------------- | --------------------- | ------------------- |
| (501) Urhixidur    | 1903 LB                | 18 janvier 1903       | M. F. Wolf          |
| (502) Sigune       | 1903 LC                | 19 janvier 1903       | M. F. Wolf          |
| (503) Evelyn       | 1903 LF                | 19 janvier 1903       | R. S. Dugan         |
| (504) Cora         | 1902 LK                | 30 juin 1902          | S. I. Bailey (en)   |
| (505) Cava         | 1902 LL                | 21 août 1902          | R. H. Frost         |
| (506) Marion       | 1903 LN                | 17 février 1903       | R. S. Dugan         |
| (507) Laodicé      | 1903 LO                | 19 février 1903       | R. S. Dugan         |
| (508) Princetonia  | 1903 LQ                | 20 avril 1903         | R. S. Dugan         |
| (509) Iolanda      | 1903 LR                | 28 avril 1903         | M. F. Wolf          |
| (510) Mabella      | 1903 LT                | 20 mai 1903           | R. S. Dugan         |
| (511) Davida       | 1903 LU                | 30 mai 1903           | R. S. Dugan         |
| (512) Taurinensis  | 1903 LV                | 23 juin 1903          | M. F. Wolf          |
| (513) Centesima    | 1903 LY                | 24 août 1903          | M. F. Wolf          |
| (514) Armida       | 1903 MB                | 24 août 1903          | M. F. Wolf          |
| (515) Athalie      | 1903 ME                | 20 septembre 1903     | M. F. Wolf          |
| (516) Amherstia    | 1903 MG                | 20 septembre 1903     | R. S. Dugan         |
| (517) Édith        | 1903 MH                | 22 septembre 1903     | R. S. Dugan         |
| (518) Halawe       | 1903 MO                | 20 octobre 1903       | R. S. Dugan         |
| (519) Sylvania     | 1903 MP                | 20 octobre 1903       | R. S. Dugan         |
| (520) Franziska    | 1903 MV                | 27 octobre 1903       | M. F. Wolf, P. Götz |
| (521) Brixia       | 1904 NB                | 10 janvier 1904       | R. S. Dugan         |
| (522) Helga        | 1904 NC                | 10 janvier 1904       | M. F. Wolf          |
| (523) Ada          | 1904 ND                | 27 janvier 1904       | R. S. Dugan         |
| (524) Fidelio      | 1904 NN                | 14 mars 1904          | M. F. Wolf          |
| (525) Adélaïde     | 1908 EKa               | 21 octobre 1908       | J. H. Metcalf       |
| (526) Jena         | 1904 NQ                | 14 mars 1904          | M. F. Wolf          |
| (527) Euryanthe    | 1904 NR                | 20 mars 1904          | M. F. Wolf          |
| (528) Reizia       | 1904 NS                | 20 mars 1904          | M. F. Wolf          |
| (529) Preziosa     | 1904 NT                | 20 mars 1904          | M. F. Wolf          |
| (530) Turandot     | 1904 NV                | 11 avril 1904         | M. F. Wolf          |
| (531) Zerlina      | 1904 NW                | 12 avril 1904         | M. F. Wolf          |
| (532) Herculina    | 1904 NY                | 20 avril 1904         | M. F. Wolf          |
| (533) Sara         | 1904 NZ                | 19 avril 1904         | R. S. Dugan         |
| (534) Nassovia     | 1904 OA                | 19 avril 1904         | R. S. Dugan         |
| (535) Montague     | 1904 OC                | 7 mai 1904            | R. S. Dugan         |
| (536) Merapi       | 1904 OF                | 11 mai 1904           | G. H. Peters        |
| (537) Pauly        | 1904 OG                | 7 juillet 1904        | A. Charlois         |
| (538) Friederike   | 1904 OK                | 18 juillet 1904       | P. Götz             |
| (539) Pamina       | 1904 OL                | 2 août 1904           | M. F. Wolf          |
| (540) Rosamunde    | 1904 ON                | 3 août 1904           | M. F. Wolf          |
| (541) Deborah      | 1904 OO                | 4 août 1904           | M. F. Wolf          |
| (542) Susanna      | 1904 OQ                | 15 août 1904          | P. Götz, A. Kopff   |
| (543) Charlotte    | 1904 OT                | 11 septembre 1904     | P. Götz             |
| (544) Jetta        | 1904 OU                | 11 septembre 1904     | P. Götz             |
| (545) Messalina    | 1904 OY                | 3 octobre 1904        | P. Götz             |
| (546) Herodias     | 1904 PA                | 10 octobre 1904       | P. Götz             |
| (547) Praxedis     | 1904 PB                | 14 octobre 1904       | P. Götz             |
| (548) Kressida     | 1904 PC                | 14 octobre 1904       | P. Götz             |
| (549) Jessonda     | 1904 PK                | 15 novembre 1904      | M. F. Wolf          |
| (550) Senta        | 1904 PL                | 16 novembre 1904      | M. F. Wolf          |
| (551) Ortrud       | 1904 PM                | 16 novembre 1904      | M. F. Wolf          |
| (552) Sigelinde    | 1904 PO                | 14 décembre 1904      | M. F. Wolf          |
| (553) Kundry       | 1904 PP                | 27 décembre 1904      | M. F. Wolf          |
| (554) Peraga       | 1905 PS                | 8 janvier 1905        | P. Götz             |
| (555) Norma        | 1905 PT                | 14 janvier 1905       | M. F. Wolf          |
| (556) Phyllis      | 1905 PW                | 8 janvier 1905        | P. Götz             |
| (557) Violetta     | 1905 PY                | 26 janvier 1905       | M. F. Wolf          |
| (558) Carmen       | 1905 QB                | 9 février 1905        | M. F. Wolf          |
| (559) Nanon        | 1905 QD                | 8 mars 1905           | M. F. Wolf          |
| (560) Delila       | 1905 QF                | 13 mars 1905          | M. F. Wolf          |
| (561) Ingwelde     | 1905 QG                | 26 mars 1905          | M. F. Wolf          |
| (562) Salomé       | 1905 QH                | 3 avril 1905          | M. F. Wolf          |
| (563) Suleika      | 1905 QK                | 6 avril 1905          | P. Götz             |
| (564) Dudu         | 1905 QM                | 9 mai 1905            | P. Götz             |
| (565) Marbachia    | 1905 QN                | 9 mai 1905            | M. F. Wolf          |
| (566) Stereoskopia | 1905 QO                | 28 mai 1905           | P. Götz             |
| (567) Éleuthéria   | 1905 QP                | 28 mai 1905           | P. Götz             |
| (568) Cheruskia    | 1905 QS                | 26 juillet 1905       | P. Götz             |
| (569) Misa         | 1905 QT                | 27 juillet 1905       | J. Palisa           |
| (570) Cythère      | 1905 QX                | 30 juillet 1905       | M. F. Wolf          |
| (571) Dulcinée     | 1905 QZ                | 4 septembre 1905      | P. Götz             |
| (572) Rebekka      | 1905 RB                | 19 septembre 1905     | P. Götz             |
| (573) Recha        | 1905 RC                | 19 septembre 1905     | M. F. Wolf          |
| (574) Reginhild    | 1905 RD                | 19 septembre 1905     | M. F. Wolf          |
| (575) Renate       | 1905 RE                | 19 septembre 1905     | M. F. Wolf          |
| (576) Emanuela     | 1905 RF                | 22 septembre 1905     | P. Götz             |
| (577) Rhéa         | 1905 RH                | 20 octobre 1905       | M. F. Wolf          |
| (578) Happelia     | 1905 RZ                | 1er novembre 1905     | M. F. Wolf          |
| (579) Sidonia      | 1905 SD                | 3 novembre 1905       | A. Kopff            |
| (580) Séléné       | 1905 SE                | 17 décembre 1905      | M. F. Wolf          |
| (581) Tauntonia    | 1905 SH                | 24 décembre 1905      | J. H. Metcalf       |
| (582) Olympie      | 1906 SO                | 23 janvier 1906       | A. Kopff            |
| (583) Klotilde     | 1905 SP                | 31 décembre 1905      | J. Palisa           |
| (584) Sémiramis    | 1906 SY                | 15 janvier 1906       | A. Kopff            |
| (585) Bilkis       | 1906 TA                | 16 février 1906       | A. Kopff            |
| (586) Thekla       | 1906 TC                | 21 février 1906       | M. F. Wolf          |
| (587) Hypsipyle    | 1906 TF                | 22 février 1906       | M. F. Wolf          |
| (588) Achille      | 1906 TG                | 22 février 1906       | M. F. Wolf          |
| (589) Croatie      | 1906 TM                | 3 mars 1906           | A. Kopff            |
| (590) Tomyris      | 1906 TO                | 4 mars 1906           | M. F. Wolf          |
| (591) Irmgard      | 1906 TP                | 14 mars 1906          | A. Kopff            |
| (592) Bethsabée    | 1906 TS                | 18 mars 1906          | M. F. Wolf          |
| (593) Titania      | 1906 TT                | 20 mars 1906          | A. Kopff            |
| (594) Mireille     | 1906 TW                | 27 mars 1906          | M. F. Wolf          |
| (595) Polyxène     | 1906 TZ                | 27 mars 1906          | A. Kopff            |
| (596) Scheila      | 1906 UA                | 21 février 1906       | A. Kopff            |
| (597) Bandusia     | 1906 UB                | 16 avril 1906         | M. F. Wolf          |
| (598) Octavie      | 1906 UC                | 13 avril 1906         | M. F. Wolf          |
| (599) Luisa        | 1906 UJ                | 25 avril 1906         | J. H. Metcalf       |
| (600) Muse         | 1906 UM                | 14 juin 1906          | J. H. Metcalf       |

### 601-700
| Nom                | Désignation provisoire | Date de la découverte | Découvreur           |
| ------------------ | ---------------------- | --------------------- | -------------------- |
| (601) Nerthus      | 1906 UN                | 21 juin 1906          | M. F. Wolf           |
| (602) Marianna     | 1906 TE                | 16 février 1906       | J. H. Metcalf        |
| (603) Timandra     | 1906 TJ                | 16 février 1906       | J. H. Metcalf        |
| (604) Tekmessa     | 1906 TK                | 16 février 1906       | J. H. Metcalf        |
| (605) Juvisia      | 1906 UU                | 27 août 1906          | M. F. Wolf           |
| (606) Brangäne     | 1906 VB                | 18 septembre 1906     | A. Kopff             |
| (607) Jenny        | 1906 VC                | 18 septembre 1906     | A. Kopff             |
| (608) Adolfine     | 1906 VD                | 18 septembre 1906     | A. Kopff             |
| (609) Fulvia       | 1906 VF                | 24 septembre 1906     | M. F. Wolf           |
| (610) Valeska      | 1906 VK                | 26 septembre 1906     | M. F. Wolf           |
| (611) Valeria      | 1906 VL                | 24 septembre 1906     | J. H. Metcalf        |
| (612) Veronika     | 1906 VN                | 8 octobre 1906        | A. Kopff             |
| (613) Ginevra      | 1906 VP                | 11 octobre 1906       | A. Kopff             |
| (614) Pia          | 1906 VQ                | 11 octobre 1906       | A. Kopff             |
| (615) Roswitha     | 1906 VR                | 11 octobre 1906       | A. Kopff             |
| (616) Elly         | 1906 VT                | 17 octobre 1906       | A. Kopff             |
| (617) Patrocle     | 1906 VY                | 17 octobre 1906       | A. Kopff             |
| (618) Elfriede     | 1906 VZ                | 17 octobre 1906       | K. Lohnert           |
| (619) Triberga     | 1906 WC                | 22 octobre 1906       | A. Kopff             |
| (620) Drakonia     | 1906 WE                | 26 octobre 1906       | J. H. Metcalf        |
| (621) Werdandi     | 1906 WJ                | 11 novembre 1906      | A. Kopff             |
| (622) Esther       | 1906 WP                | 13 novembre 1906      | J. H. Metcalf        |
| (623) Chimère      | 1907 XJ                | 22 janvier 1907       | K. Lohnert           |
| (624) Hector       | 1907 XM                | 10 février 1907       | A. Kopff             |
| (625) Xenia        | 1907 XN                | 11 février 1907       | A. Kopff             |
| (626) Notburga     | 1907 XO                | 11 février 1907       | A. Kopff             |
| (627) Charis       | 1907 XS                | 4 mars 1907           | A. Kopff             |
| (628) Christine    | 1907 XT                | 7 mars 1907           | A. Kopff             |
| (629) Bernardina   | 1907 XU                | 7 mars 1907           | A. Kopff             |
| (630) Euphémie     | 1907 XW                | 7 mars 1907           | A. Kopff             |
| (631) Philippina   | 1907 YJ                | 21 mars 1907          | A. Kopff             |
| (632) Pyrrha       | 1907 YX                | 5 avril 1907          | A. Kopff             |
| (633) Zelima       | 1907 ZM                | 12 mai 1907           | A. Kopff             |
| (634) Ute          | 1907 ZN                | 12 mai 1907           | A. Kopff             |
| (635) Vundtia      | 1907 ZS                | 9 juin 1907           | K. Lohnert           |
| (636) Erika        | 1907 XP                | 8 février 1907        | J. H. Metcalf        |
| (637) Chrysothémis | 1907 YE                | 11 mars 1907          | J. H. Metcalf        |
| (638) Moïra        | 1907 ZQ                | 5 mai 1907            | J. H. Metcalf        |
| (639) Latone       | 1907 ZT                | 19 juillet 1907       | K. Lohnert           |
| (640) Brambilla    | 1907 ZW                | 29 août 1907          | A. Kopff             |
| (641) Agnès        | 1907 ZX                | 8 septembre 1907      | M. F. Wolf           |
| (642) Clara        | 1907 ZY                | 8 septembre 1907      | M. F. Wolf           |
| (643) Schéhérazade | 1907 ZZ                | 8 septembre 1907      | A. Kopff             |
| (644) Cosima       | 1907 AA                | 7 septembre 1907      | A. Kopff             |
| (645) Agrippina    | 1907 AG                | 13 septembre 1907     | J. H. Metcalf        |
| (646) Kastalia     | 1907 AC                | 11 septembre 1907     | A. Kopff             |
| (647) Adelgunde    | 1907 AD                | 11 septembre 1907     | A. Kopff             |
| (648) Pippa        | 1907 AE                | 11 septembre 1907     | A. Kopff             |
| (649) Josefa       | 1907 AF                | 11 septembre 1907     | A. Kopff             |
| (650) Amalasuntha  | 1907 AM                | 4 octobre 1907        | A. Kopff             |
| (651) Anticlée     | 1907 AN                | 4 octobre 1907        | A. Kopff             |
| (652) Jubilatrix   | 1907 AU                | 4 novembre 1907       | J. Palisa            |
| (653) Bérénice     | 1907 BK                | 27 novembre 1907      | J. H. Metcalf        |
| (654) Zelinda      | 1908 BM                | 4 janvier 1908        | A. Kopff             |
| (655) Briséis      | 1907 BF                | 4 novembre 1907       | J. H. Metcalf        |
| (656) Beagle       | 1908 BU                | 22 janvier 1908       | A. Kopff             |
| (657) Gunlöd       | 1908 BV                | 23 janvier 1908       | A. Kopff             |
| (658) Astéria      | 1908 BW                | 23 janvier 1908       | A. Kopff             |
| (659) Nestor       | 1908 CS                | 23 mars 1908          | M. F. Wolf           |
| (660) Crescentia   | 1908 CC                | 8 janvier 1908        | J. H. Metcalf        |
| (661) Cloelia      | 1908 CL                | 22 février 1908       | J. H. Metcalf        |
| (662) Newtonia     | 1908 CW                | 30 mars 1908          | J. H. Metcalf        |
| (663) Gerlinde     | 1908 DG                | 24 juin 1908          | A. Kopff             |
| (664) Judith       | 1908 DH                | 24 juin 1908          | A. Kopff             |
| (665) Sabine       | 1908 DK                | 22 juillet 1908       | W. Lorenz            |
| (666) Desdémone    | 1908 DM                | 23 juillet 1908       | A. Kopff             |
| (667) Denise       | 1908 DN                | 23 juillet 1908       | A. Kopff             |
| (668) Dora         | 1908 DO                | 27 juillet 1908       | A. Kopff             |
| (669) Kypria       | 1908 DQ                | 20 août 1908          | A. Kopff             |
| (670) Ottegebe     | 1908 DR                | 20 août 1908          | A. Kopff             |
| (671) Carnegia     | 1908 DV                | 21 septembre 1908     | J. Palisa            |
| (672) Astarté      | 1908 DY                | 21 septembre 1908     | A. Kopff             |
| (673) Edda         | 1908 EA                | 20 septembre 1908     | J. H. Metcalf        |
| (674) Rachèle      | 1908 EP                | 28 octobre 1908       | W. Lorenz            |
| (675) Ludmilla     | 1908 DU                | 30 août 1908          | J. H. Metcalf        |
| (676) Melitta      | 1909 FN                | 16 janvier 1909       | P. Melotte           |
| (677) Aaltje       | 1909 FR                | 18 janvier 1909       | A. Kopff             |
| (678) Fredegundis  | 1909 FS                | 22 janvier 1909       | W. Lorenz            |
| (679) Pax          | 1909 FY                | 28 janvier 1909       | A. Kopff             |
| (680) Genoveva     | 1909 GW                | 22 avril 1909         | A. Kopff             |
| (681) Gorgo        | 1909 GZ                | 13 mai 1909           | A. Kopff             |
| (682) Hagar        | 1909 HA                | 17 juin 1909          | A. Kopff             |
| (683) Lanzia       | 1909 HC                | 23 juillet 1909       | M. F. Wolf           |
| (684) Hildburg     | 1909 HD                | 8 août 1909           | A. Kopff             |
| (685) Hermia       | 1909 HE                | 12 août 1909          | W. Lorenz            |
| (686) Gersuind     | 1909 HF                | 15 août 1909          | A. Kopff             |
| (687) Tinette      | 1909 HG                | 16 août 1909          | J. Palisa            |
| (688) Mélanie      | 1909 HH                | 25 août 1909          | J. Palisa            |
| (689) Zita         | 1909 HJ                | 12 septembre 1909     | J. Palisa            |
| (690) Wratislavia  | 1909 HZ                | 16 octobre 1909       | J. H. Metcalf        |
| (691) Lehigh       | 1909 JG                | 11 décembre 1909      | J. H. Metcalf        |
| (692) Hippodamie   | 1901 HD                | 5 novembre 1901       | M. F. Wolf, A. Kopff |
| (693) Zerbinetta   | 1909 HN                | 21 septembre 1909     | A. Kopff             |
| (694) Ekard        | 1909 JA                | 7 novembre 1909       | J. H. Metcalf        |
| (695) Bella        | 1909 JB                | 7 novembre 1909       | J. H. Metcalf        |
| (696) Leonora      | 1910 JJ                | 10 janvier 1910       | J. H. Metcalf        |
| (697) Galilea      | 1910 JO                | 14 février 1910       | J. Helffrich         |
| (698) Ernestina    | 1910 JX                | 5 mars 1910           | J. Helffrich         |
| (699) Hela         | 1910 KD                | 5 juin 1910           | J. Helffrich         |
| (700) Auravictrix  | 1910 KE                | 5 juin 1910           | J. Helffrich         |

### 701-800
| Nom               | Désignation provisoire | Date de la découverte | Découvreur    |
| ----------------- | ---------------------- | --------------------- | ------------- |
| (701) Oriola      | 1910 KN                | 12 juillet 1910       | J. Helffrich  |
| (702) Alauda      | 1910 KQ                | 16 juillet 1910       | J. Helffrich  |
| (703) Noëmi       | 1910 KT                | 3 octobre 1910        | J. Palisa     |
| (704) Interamnia  | 1910 KU                | 2 octobre 1910        | V. Cerulli    |
| (705) Erminia     | 1910 KV                | 6 octobre 1910        | E. Ernst      |
| (706) Hirundo     | 1910 KX                | 9 octobre 1910        | J. Helffrich  |
| (707) Steina      | 1910 LD                | 22 décembre 1910      | M. F. Wolf    |
| (708) Raphaela    | 1911 LJ                | 3 février 1911        | J. Helffrich  |
| (709) Fringilla   | 1911 LK                | 3 février 1911        | J. Helffrich  |
| (710) Gertrud     | 1911 LM                | 28 février 1911       | J. Palisa     |
| (711) Marmulla    | 1911 LN                | 1er mars 1911         | J. Palisa     |
| (712) Boliviana   | 1911 LO                | 19 mars 1911          | M. F. Wolf    |
| (713) Luscinia    | 1911 LS                | 18 avril 1911         | J. Helffrich  |
| (714) Ulula       | 1911 LW                | 18 mai 1911           | J. Helffrich  |
| (715) Transvaalia | 1911 LX                | 22 avril 1911         | H. E. Wood    |
| (716) Berkeley    | 1911 MD                | 30 juillet 1911       | J. Palisa     |
| (717) Wisibada    | 1911 MJ                | 26 août 1911          | F. Kaiser     |
| (718) Erida       | 1911 MS                | 29 septembre 1911     | J. Palisa     |
| (719) Albert      | 1911 MT                | 3 octobre 1911        | J. Palisa     |
| (720) Bohlinia    | 1911 MW                | 18 octobre 1911       | F. Kaiser     |
| (721) Tabora      | 1911 MZ                | 18 octobre 1911       | F. Kaiser     |
| (722) Frieda      | 1911 NA                | 18 octobre 1911       | J. Palisa     |
| (723) Hammonia    | 1911 NB                | 21 octobre 1911       | J. Palisa     |
| (724) Hapag       | 1911 NC                | 21 octobre 1911       | J. Palisa     |
| (725) Amanda      | 1911 ND                | 21 octobre 1911       | J. Palisa     |
| (726) Joëlla      | 1911 NM                | 22 novembre 1911      | J. H. Metcalf |
| (727) Nipponia    | 1912 NT                | 11 février 1912       | A. Massinger  |
| (728) Leonisis    | 1912 NU                | 16 février 1912       | J. Palisa     |
| (729) Watsonia    | 1912 OD                | 9 février 1912        | J. H. Metcalf |
| (730) Athanasia   | 1912 OK                | 10 avril 1912         | J. Palisa     |
| (731) Sorga       | 1912 OQ                | 15 avril 1912         | A. Massinger  |
| (732) Tjilaki     | 1912 OR                | 15 avril 1912         | A. Massinger  |
| (733) Mocia       | 1912 PF                | 16 septembre 1912     | M. F. Wolf    |
| (734) Benda       | 1912 PH                | 11 octobre 1912       | J. Palisa     |
| (735) Marghanna   | 1912 PY                | 9 décembre 1912       | H. Vogt (en)  |
| (736) Harvard     | 1912 PZ                | 16 novembre 1912      | J. H. Metcalf |
| (737) Arequipa    | 1912 QB                | 7 décembre 1912       | J. H. Metcalf |
| (738) Alagasta    | 1913 QO                | 7 janvier 1913        | F. Kaiser     |
| (739) Mandeville  | 1913 QR                | 7 février 1913        | J. H. Metcalf |
| (740) Cantabia    | 1913 QS                | 10 février 1913       | J. H. Metcalf |
| (741) Botolphia   | 1913 QT                | 10 février 1913       | J. H. Metcalf |
| (742) Edisona     | 1913 QU                | 23 février 1913       | F. Kaiser     |
| (743) Eugenisis   | 1913 QV                | 25 février 1913       | F. Kaiser     |
| (744) Aguntina    | 1913 QW                | 26 février 1913       | J. Rheden     |
| (745) Mauritia    | 1913 QX                | 1er mars 1913         | F. Kaiser     |
| (746) Marlu       | 1913 QY                | 1er mars 1913         | F. Kaiser     |
| (747) Winchester  | 1913 QZ                | 7 mars 1913           | J. H. Metcalf |
| (748) Simeïsa     | 1913 RD                | 14 mars 1913          | G. N. Neujmin |
| (749) Malzovia    | 1913 RF                | 5 avril 1913          | S. Beljavskij |
| (750) Oskar       | 1913 RG                | 28 avril 1913         | J. Palisa     |
| (751) Faïna       | 1913 RK                | 28 avril 1913         | G. N. Neujmin |
| (752) Sulamitis   | 1913 RL                | 30 avril 1913         | G. N. Neujmin |
| (753) Tiflis      | 1913 RM                | 30 avril 1913         | G. N. Neujmin |
| (754) Malabar     | 1906 UT                | 22 août 1906          | A. Kopff      |
| (755) Quintilla   | 1908 CZ                | 6 avril 1908          | J. H. Metcalf |
| (756) Lilliana    | 1908 DC                | 26 avril 1908         | J. H. Metcalf |
| (757) Portlandia  | 1908 EJ                | 30 septembre 1908     | J. H. Metcalf |
| (758) Mancunia    | 1912 PE                | 18 mai 1912           | H. E. Wood    |
| (759) Vinifera    | 1913 SJ                | 26 août 1913          | F. Kaiser     |
| (760) Massinga    | 1913 SL                | 28 août 1913          | F. Kaiser     |
| (761) Brendelia   | 1913 SO                | 8 septembre 1913      | F. Kaiser     |
| (762) Pulcova     | 1913 SQ                | 3 septembre 1913      | G. N. Neujmin |
| (763) Cupidon     | 1913 ST                | 25 septembre 1913     | F. Kaiser     |
| (764) Gedania     | 1913 SU                | 26 septembre 1913     | F. Kaiser     |
| (765) Mattiaca    | 1913 SV                | 26 septembre 1913     | F. Kaiser     |
| (766) Moguntia    | 1913 SW                | 29 septembre 1913     | F. Kaiser     |
| (767) Bondia      | 1913 SX                | 23 septembre 1913     | J. H. Metcalf |
| (768) Struveana   | 1913 SZ                | 4 octobre 1913        | G. N. Neujmin |
| (769) Tatjana     | 1913 TA                | 6 octobre 1913        | G. N. Neujmin |
| (770) Bali        | 1913 TE                | 31 octobre 1913       | A. Massinger  |
| (771) Libera      | 1913 TO                | 21 novembre 1913      | J. Rheden     |
| (772) Tanete      | 1913 TR                | 19 décembre 1913      | A. Massinger  |
| (773) Irmintraud  | 1913 TV                | 22 décembre 1913      | F. Kaiser     |
| (774) Armor       | 1913 TW                | 19 décembre 1913      | C. le Morvan  |
| (775) Lumière     | 1914 TX                | 6 janvier 1914        | J. Lagrula    |
| (776) Berbericia  | 1914 TY                | 24 janvier 1914       | A. Massinger  |
| (777) Gutemberga  | 1914 TZ                | 24 janvier 1914       | F. Kaiser     |
| (778) Theobalda   | 1914 UA                | 25 janvier 1914       | F. Kaiser     |
| (779) Nina        | 1914 UB                | 25 janvier 1914       | G. N. Neujmin |
| (780) Armenia     | 1914 UC                | 25 janvier 1914       | G. N. Neujmin |
| (781) Kartvelia   | 1914 UF                | 25 janvier 1914       | G. N. Neujmin |
| (782) Montefiore  | 1914 UK                | 18 mars 1914          | J. Palisa     |
| (783) Nora        | 1914 UL                | 18 mars 1914          | J. Palisa     |
| (784) Pickeringia | 1914 UM                | 20 mars 1914          | J. H. Metcalf |
| (785) Zwetana     | 1914 UN                | 30 mars 1914          | A. Massinger  |
| (786) Bredichina  | 1914 UO                | 20 avril 1914         | F. Kaiser     |
| (787) Moskva      | 1914 UQ                | 20 avril 1914         | G. N. Neujmin |
| (788) Hohensteina | 1914 UR                | 28 avril 1914         | F. Kaiser     |
| (789) Lena        | 1914 UU                | 24 juin 1914          | G. N. Neujmin |
| (790) Pretoria    | 1912 NW                | 16 janvier 1912       | H. E. Wood    |
| (791) Ani         | 1914 UV                | 29 juin 1914          | G. N. Neujmin |
| (792) Metcalfia   | 1907 ZC                | 20 mars 1907          | J. H. Metcalf |
| (793) Arizona     | 1907 ZD                | 9 avril 1907          | P. Lowell     |
| (794) Irenaea     | 1914 VB                | 27 août 1914          | J. Palisa     |
| (795) Fini        | 1914 VE                | 26 septembre 1914     | J. Palisa     |
| (796) Sarita      | 1914 VH                | 15 octobre 1914       | K. Reinmuth   |
| (797) Montana     | 1914 VR                | 17 novembre 1914      | H. Thiele     |
| (798) Ruth        | 1914 VT                | 21 novembre 1914      | M. F. Wolf    |
| (799) Gudula      | 1915 WO                | 9 mars 1915           | K. Reinmuth   |
| (800) Kressmannia | 1915 WP                | 20 mars 1915          | M. F. Wolf    |

### 801-900
| Nom                  | Désignation provisoire | Date de la découverte | Découvreur      |
| -------------------- | ---------------------- | --------------------- | --------------- |
| (801) Helwerthia     | 1915 WQ                | 20 mars 1915          | M. F. Wolf      |
| (802) Epyaxa         | 1915 WR                | 20 mars 1915          | M. F. Wolf      |
| (803) Picka          | 1915 WS                | 21 mars 1915          | J. Palisa       |
| (804) Hispania       | 1915 WT                | 20 mars 1915          | J. Comas Solá   |
| (805) Hormuthia      | 1915 WW                | 17 avril 1915         | M. F. Wolf      |
| (806) Gyldenia       | 1915 WX                | 18 avril 1915         | M. F. Wolf      |
| (807) Ceraskia       | 1915 WY                | 18 avril 1915         | M. F. Wolf      |
| (808) Merxia         | 1901 GY                | 11 octobre 1901       | L. Carnera      |
| (809) Lundia         | 1915 XP                | 11 août 1915          | M. F. Wolf      |
| (810) Atossa         | 1915 XQ                | 8 septembre 1915      | M. F. Wolf      |
| (811) Nauheima       | 1915 XR                | 8 septembre 1915      | M. F. Wolf      |
| (812) Adèle          | 1915 XV                | 8 septembre 1915      | S. Beljavskij   |
| (813) Baumeia        | 1915 YR                | 28 novembre 1915      | M. F. Wolf      |
| (814) Tauris         | 1916 YT                | 2 janvier 1916        | G. N. Neujmin   |
| (815) Coppelia       | 1916 YU                | 2 février 1916        | M. F. Wolf      |
| (816) Juliana        | 1916 YV                | 8 février 1916        | M. F. Wolf      |
| (817) Annika         | 1916 YW                | 6 février 1916        | M. F. Wolf      |
| (818) Kapteynia      | 1916 YZ                | 21 février 1916       | M. F. Wolf      |
| (819) Barnardiana    | 1916 ZA                | 3 mars 1916           | M. F. Wolf      |
| (820) Adriana        | 1916 ZB                | 30 mars 1916          | M. F. Wolf      |
| (821) Fanny          | 1916 ZC                | 31 mars 1916          | M. F. Wolf      |
| (822) Lalage         | 1916 ZD                | 31 mars 1916          | M. F. Wolf      |
| (823) Sisigambis     | 1916 ZG                | 31 mars 1916          | M. F. Wolf      |
| (824) Anastasia      | 1916 ZH                | 25 mars 1916          | G. N. Neujmin   |
| (825) Tanina         | 1916 ZL                | 27 mars 1916          | G. N. Neujmin   |
| (826) Henrika        | 1916 ZO                | 28 avril 1916         | M. F. Wolf      |
| (827) Wolfiana       | 1916 ZW                | 29 août 1916          | J. Palisa       |
| (828) Lindemannia    | 1916 ZX                | 29 août 1916          | J. Palisa       |
| (829) Academia       | 1916 ZY                | 25 août 1916          | G. N. Neujmin   |
| (830) Petropolitana  | 1916 ZZ                | 25 août 1916          | G. N. Neujmin   |
| (831) Stateira       | 1916 AA                | 20 septembre 1916     | M. F. Wolf      |
| (832) Karin          | 1916 AB                | 20 septembre 1916     | M. F. Wolf      |
| (833) Monica         | 1916 AC                | 20 septembre 1916     | M. F. Wolf      |
| (834) Burnhamia      | 1916 AD                | 20 septembre 1916     | M. F. Wolf      |
| (835) Olivia         | 1916 AE                | 23 septembre 1916     | M. F. Wolf      |
| (836) Jole           | 1916 AF                | 23 septembre 1916     | M. F. Wolf      |
| (837) Schwarzschilda | 1916 AG                | 23 septembre 1916     | M. F. Wolf      |
| (838) Seraphina      | 1916 AH                | 24 septembre 1916     | M. F. Wolf      |
| (839) Valborg        | 1916 AJ                | 24 septembre 1916     | M. F. Wolf      |
| (840) Zenobia        | 1916 AK                | 25 septembre 1916     | M. F. Wolf      |
| (841) Arabella       | 1916 AL                | 1er octobre 1916      | M. F. Wolf      |
| (842) Kerstin        | 1916 AM                | 1er octobre 1916      | M. F. Wolf      |
| (843) Nicolaia       | 1916 AN                | 30 septembre 1916     | H. Thiele       |
| (844) Leontina       | 1916 AP                | 1er octobre 1916      | J. Rheden       |
| (845) Naëma          | 1916 AS                | 16 novembre 1916      | M. F. Wolf      |
| (846) Lipperta       | 1916 AT                | 26 novembre 1916      | K. Gyllenberg   |
| (847) Agnia          | 1915 XX                | 2 septembre 1915      | G. N. Neujmin   |
| (848) Inna           | 1915 XS                | 5 septembre 1915      | G. N. Neujmin   |
| (849) Ara            | 1912 NY                | 9 février 1912        | S. Beljavskij   |
| (850) Altona         | 1916 S24               | 27 mars 1916          | S. Beljavskij   |
| (851) Zeissia        | 1916 S26               | 2 avril 1916          | S. Beljavskij   |
| (852) Wladilena      | 1916 S27               | 2 avril 1916          | S. Beljavskij   |
| (853) Nansenia       | 1916 S28               | 2 avril 1916          | S. Beljavskij   |
| (854) Frostia        | 1916 S29               | 3 avril 1916          | S. Beljavskij   |
| (855) Newcombia      | 1916 ZP                | 3 avril 1916          | S. Beljavskij   |
| (856) Backlunda      | 1916 S30               | 3 avril 1916          | S. Beljavskij   |
| (857) Glasenappia    | 1916 S33               | 6 avril 1916          | S. Beljavskij   |
| (858) El Djezaïr     | 1916 a                 | 26 mai 1916           | F. Sy           |
| (859) Bouzaréah      | 1916 c                 | 2 octobre 1916        | F. Sy           |
| (860) Ursina         | 1917 BD                | 22 janvier 1917       | M. F. Wolf      |
| (861) Aïda           | 1917 BE                | 22 janvier 1917       | M. F. Wolf      |
| (862) Franzia        | 1917 BF                | 28 janvier 1917       | M. F. Wolf      |
| (863) Benkoela       | 1917 BH                | 9 février 1917        | M. F. Wolf      |
| (864) Aase           | A921 SB                | 30 septembre 1921     | K. Reinmuth     |
| (865) Zubaida        | 1917 BO                | 15 février 1917       | M. F. Wolf      |
| (866) Fatme          | 1917 BQ                | 25 février 1917       | M. F. Wolf      |
| (867) Kovacia        | 1917 BS                | 25 février 1917       | J. Palisa       |
| (868) Lova           | 1917 BU                | 26 avril 1917         | M. F. Wolf      |
| (869) Mellena        | 1917 BV                | 9 mai 1917            | R. Schorr       |
| (870) Manto          | 1917 BX                | 12 mai 1917           | M. F. Wolf      |
| (871) Amneris        | 1917 BY                | 14 mai 1917           | M. F. Wolf      |
| (872) Holda          | 1917 BZ                | 21 mai 1917           | M. F. Wolf      |
| (873) Mechthild      | 1917 CA                | 21 mai 1917           | M. F. Wolf      |
| (874) Rotraut        | 1917 CC                | 25 mai 1917           | M. F. Wolf      |
| (875) Nymphe         | 1917 CF                | 19 mai 1917           | M. F. Wolf      |
| (876) Scott          | 1917 CH                | 20 juin 1917          | J. Palisa       |
| (877) Walküre        | 1915 S7                | 13 septembre 1915     | G. N. Neujmin   |
| (878) Mildred        | 1916 f                 | 6 septembre 1916      | S. B. Nicholson |
| (879) Ricarda        | 1917 CJ                | 22 juillet 1917       | M. F. Wolf      |
| (880) Herba          | 1917 CK                | 22 juillet 1917       | M. F. Wolf      |
| (881) Athéné         | 1917 CL                | 22 juillet 1917       | M. F. Wolf      |
| (882) Swetlana       | 1917 CM                | 15 août 1917          | G. N. Neujmin   |
| (883) Matterania     | 1917 CP                | 14 septembre 1917     | M. F. Wolf      |
| (884) Priam          | 1917 CQ                | 22 septembre 1917     | M. F. Wolf      |
| (885) Ulrike         | 1917 CX                | 23 septembre 1917     | S. Beljavskij   |
| (886) Washingtonia   | 1917 b                 | 16 novembre 1917      | G. H. Peters    |
| (887) Alinda         | 1918 DB                | 3 janvier 1918        | M. F. Wolf      |
| (888) Parysatis      | 1918 DC                | 2 février 1918        | M. F. Wolf      |
| (889) Erynia         | 1918 DG                | 5 mars 1918           | M. F. Wolf      |
| (890) Waltraut       | 1918 DK                | 11 mars 1918          | M. F. Wolf      |
| (891) Gunhild        | 1918 DQ                | 17 mai 1918           | M. F. Wolf      |
| (892) Seeligeria     | 1918 DR                | 31 mai 1918           | M. F. Wolf      |
| (893) Leopoldina     | 1918 DS                | 31 mai 1918           | M. F. Wolf      |
| (894) Erda           | 1918 DT                | 4 juin 1918           | M. F. Wolf      |
| (895) Helio          | 1918 DU                | 11 juillet 1918       | M. F. Wolf      |
| (896) Sphinx         | 1918 DV                | 1er août 1918         | M. F. Wolf      |
| (897) Lysistrata     | 1918 DZ                | 3 août 1918           | M. F. Wolf      |
| (898) Hildegard      | 1918 EA                | 3 août 1918           | M. F. Wolf      |
| (899) Jokaste        | 1918 EB                | 3 août 1918           | M. F. Wolf      |
| (900) Rosalinde      | 1918 EC                | 10 août 1918          | M. F. Wolf      |

### 901-1000
| Nom                 | Désignation provisoire | Date de la découverte | Découvreur        |
| ------------------- | ---------------------- | --------------------- | ----------------- |
| (901) Brunsia       | 1918 EE                | 30 août 1918          | M. F. Wolf        |
| (902) Probitas      | 1918 EJ                | 3 septembre 1918      | J. Palisa         |
| (903) Nealley       | 1918 EM                | 13 septembre 1918     | J. Palisa         |
| (904) Rockefellia   | 1918 EO                | 29 octobre 1918       | M. F. Wolf        |
| (905) Universitas   | 1918 ES                | 30 octobre 1918       | A. Schwassmann    |
| (906) Repsolda      | 1918 ET                | 30 octobre 1918       | A. Schwassmann    |
| (907) Rhoda         | 1918 EU                | 12 novembre 1918      | M. F. Wolf        |
| (908) Buda          | 1918 EX                | 30 novembre 1918      | M. F. Wolf        |
| (909) Ulla          | 1919 FA                | 7 février 1919        | K. Reinmuth       |
| (910) Anneliese     | 1919 FB                | 1er mars 1919         | K. Reinmuth       |
| (911) Agamemnon     | 1919 FD                | 19 mars 1919          | K. Reinmuth       |
| (912) Maritima      | 1919 FJ                | 27 avril 1919         | A. Schwassmann    |
| (913) Otila         | 1919 FL                | 19 mai 1919           | K. Reinmuth       |
| (914) Palisana      | 1919 FN                | 4 juillet 1919        | M. F. Wolf        |
| (915) Cosette       | 1918 b                 | 14 décembre 1918      | F. Gonnessiat     |
| (916) America       | 1915 S1                | 7 août 1915           | G. N. Neujmin     |
| (917) Lyka          | 1915 S4                | 5 septembre 1915      | G. N. Neujmin     |
| (918) Itha          | 1919 FR                | 22 août 1919          | K. Reinmuth       |
| (919) Ilsebill      | 1918 EQ                | 30 octobre 1918       | M. F. Wolf        |
| (920) Rogeria       | 1919 FT                | 1er septembre 1919    | K. Reinmuth       |
| (921) Jovita        | 1919 FV                | 4 septembre 1919      | K. Reinmuth       |
| (922) Schlutia      | 1919 FW                | 18 septembre 1919     | K. Reinmuth       |
| (923) Herluga       | 1919 GB                | 30 septembre 1919     | K. Reinmuth       |
| (924) Toni          | 1919 GC                | 20 octobre 1919       | K. Reinmuth       |
| (925) Alphonsina    | 1920 GM                | 13 janvier 1920       | J. Comas Solá     |
| (926) Imhilde       | 1920 GN                | 15 février 1920       | K. Reinmuth       |
| (927) Ratisbona     | 1920 GO                | 16 février 1920       | M. F. Wolf        |
| (928) Hildrun       | 1920 GP                | 23 février 1920       | K. Reinmuth       |
| (929) Algunde       | 1920 GR                | 10 mars 1920          | K. Reinmuth       |
| (930) Westphalia    | 1920 GS                | 10 mars 1920          | W. Baade          |
| (931) Whittemora    | 1920 GU                | 19 mars 1920          | F. Gonnessiat     |
| (932) Hooveria      | 1920 GV                | 23 mars 1920          | J. Palisa         |
| (933) Susi          | 1927 CH                | 10 février 1927       | K. Reinmuth       |
| (934) Thüringia     | 1920 HK                | 15 août 1920          | W. Baade          |
| (935) Clivia        | 1920 HM                | 7 septembre 1920      | K. Reinmuth       |
| (936) Kunigunde     | 1920 HN                | 8 septembre 1920      | K. Reinmuth       |
| (937) Bethgea       | 1920 HO                | 12 septembre 1920     | K. Reinmuth       |
| (938) Chlosinde     | 1920 HQ                | 9 septembre 1920      | K. Reinmuth       |
| (939) Isberga       | 1920 HR                | 4 octobre 1920        | K. Reinmuth       |
| (940) Kordula       | 1920 HT                | 10 octobre 1920       | K. Reinmuth       |
| (941) Murray        | 1920 HV                | 10 octobre 1920       | J. Palisa         |
| (942) Romilda       | 1920 HW                | 11 octobre 1920       | K. Reinmuth       |
| (943) Bégonia       | 1920 HX                | 20 octobre 1920       | K. Reinmuth       |
| (944) Hidalgo       | 1920 HZ                | 31 octobre 1920       | W. Baade          |
| (945) Barcelona     | 1921 JB                | 3 février 1921        | J. Comas Solá     |
| (946) Poësia        | 1921 JC                | 11 février 1921       | M. F. Wolf        |
| (947) Monterosa     | 1921 JD                | 8 février 1921        | A. Schwassmann    |
| (948) Jucunda       | 1921 JE                | 3 mars 1921           | K. Reinmuth       |
| (949) Hel           | 1921 JK                | 11 mars 1921          | M. F. Wolf        |
| (950) Ahrensa       | 1921 JP                | 1er avril 1921        | K. Reinmuth       |
| (951) Gaspra        | 1916 S45               | 30 juillet 1916       | G. N. Neujmin     |
| (952) Caia          | 1916 S61               | 27 octobre 1916       | G. N. Neujmin     |
| (953) Painleva      | 1921 JT                | 29 avril 1921         | B. Jekhovsky      |
| (954) Li            | 1921 JU                | 4 août 1921           | K. Reinmuth       |
| (955) Alstede       | 1921 JV                | 5 août 1921           | K. Reinmuth       |
| (956) Elisa         | 1921 JW                | 8 août 1921           | K. Reinmuth       |
| (957) Camelia       | 1921 JX                | 7 septembre 1921      | K. Reinmuth       |
| (958) Asplinda      | 1921 KC                | 28 septembre 1921     | K. Reinmuth       |
| (959) Arne          | 1921 KF                | 30 septembre 1921     | K. Reinmuth       |
| (960) Birgit        | 1921 KH                | 1er octobre 1921      | K. Reinmuth       |
| (961) Gunnie        | 1921 KM                | 10 octobre 1921       | K. Reinmuth       |
| (962) Aslög         | 1921 KP                | 25 octobre 1921       | K. Reinmuth       |
| (963) Iduberga      | 1921 KR                | 26 octobre 1921       | K. Reinmuth       |
| (964) Subamara      | 1921 KS                | 27 octobre 1921       | J. Palisa         |
| (965) Angelica      | 1921 KT                | 4 novembre 1921       | J. Hartmann       |
| (966) Muschi        | 1921 KU                | 9 novembre 1921       | W. Baade          |
| (967) Helionape     | 1921 KV                | 9 novembre 1921       | W. Baade          |
| (968) Pétunia       | 1921 KW                | 24 novembre 1921      | K. Reinmuth       |
| (969) Léocadie      | 1921 KZ                | 5 novembre 1921       | S. Beljavskij     |
| (970) Primula       | 1921 LB                | 29 novembre 1921      | K. Reinmuth       |
| (971) Alsatia       | 1921 LF                | 23 novembre 1921      | A. Schaumasse     |
| (972) Cohnia        | 1922 LK                | 18 janvier 1922       | M. F. Wolf        |
| (973) Aralia        | 1922 LR                | 18 mars 1922          | K. Reinmuth       |
| (974) Lioba         | 1922 LS                | 18 mars 1922          | K. Reinmuth       |
| (975) Perseverantia | 1922 LT                | 27 mars 1922          | J. Palisa         |
| (976) Benjamina     | 1922 LU                | 27 mars 1922          | B. Jekhovsky      |
| (977) Philippa      | 1922 LV                | 6 avril 1922          | B. Jekhovsky      |
| (978) Aidamina      | 1922 LY                | 18 mai 1922           | S. Beljavskij     |
| (979) Ilsewa        | 1922 MC                | 29 juin 1922          | K. Reinmuth       |
| (980) Anacostia     | 1921 W19               | 21 novembre 1921      | G. H. Peters      |
| (981) Martina       | 1917 S92               | 23 septembre 1917     | S. Beljavskij     |
| (982) Franklina     | 1922 MD                | 21 mai 1922           | H. E. Wood        |
| (983) Gunila        | 1922 ME                | 30 juillet 1922       | K. Reinmuth       |
| (984) Gretia        | 1922 MH                | 27 août 1922          | K. Reinmuth       |
| (985) Rosina        | 1922 MO                | 14 octobre 1922       | K. Reinmuth       |
| (986) Amelia        | 1922 MQ                | 19 octobre 1922       | J. Comas Solá     |
| (987) Wallia        | 1922 MR                | 23 octobre 1922       | K. Reinmuth       |
| (988) Appella       | 1922 MT                | 10 novembre 1922      | B. Jekhovsky      |
| (989) Schwassmannia | 1922 MW                | 18 novembre 1922      | A. Schwassmann    |
| (990) Yerkes        | 1922 MZ                | 23 novembre 1922      | G. Van Biesbroeck |
| (991) McDonalda     | 1922 NB                | 24 octobre 1922       | O. Struve         |
| (992) Swasey        | 1922 ND                | 14 novembre 1922      | O. Struve         |
| (993) Moultona      | 1923 NJ                | 12 janvier 1923       | G. Van Biesbroeck |
| (994) Otthild       | 1923 NL                | 18 mars 1923          | K. Reinmuth       |
| (995) Sternberga    | 1923 NP                | 8 juin 1923           | S. Beljavskij     |
| (996) Hilaritas     | 1923 NM                | 21 mars 1923          | J. Palisa         |
| (997) Priska        | 1923 NR                | 12 juillet 1923       | K. Reinmuth       |
| (998) Bodea         | 1923 NU                | 6 août 1923           | K. Reinmuth       |
| (999) Zachia        | 1923 NW                | 9 août 1923           | K. Reinmuth       |
| (1000) Piazzia      | 1923 NZ                | 12 août 1923          | K. Reinmuth       |